# Ugovor o doživotnom uzdržavanju
Ugovor o doživotnom uzdržavanju je ugovor kojim se jedan ugovornik (davatelj uzdržavanja) obvezuje uzdržavati doživotno drugog ugovornika ili neku treću osobu (primatelja uzdržavanja), a u kojemu drugi ugovornik izjavljuje da mu prenosi u vlasništvo u času svoje smrti svu svoju imovinu ili jedan njezin dio.

## Poveznice
- Ugovor o dosmrtnom uzdržavanju